# República Soviética da China
A República Soviética da China (chinês tradicional: 蘇维埃 中華 共和國; chinês simplificado: 中华 苏维埃 共和国, Pinyin: Zhonghua Sūwéi'āi Gongheguo), muitas vezes chamado simplesmente de Soviéte de Jiangxi, foi o Estado de fato estabelecido pelo Partido Comunista da China nas áreas da China sob seu controle entre 1931-1937. Durante este período, o governo legal e reconhecido internacionalmente da China era o da República da China, com sua capital em Nanquim e dominado pela figura de Chiang Kai-shek e do Partido Nacionalista Chinês ou Kuomintang. 
A parte da China administrada pela República Soviética estava limitada a algumas zonas montanhosas em que os comunistas haviam conseguido consolidar seu poder, principalmente no sul da província de Jiangxi em torno da cidade de Ruijin, a capital provisória do regime foi concebida para ser o embrião de uma nova república chinesa de ideologia comunista. 
A criação do chamado Governo Central Provisório da República Soviética da China ocorreu em 7 de novembro de 1931, ao ser realizada em Ruijin a Primeira Assembleia Nacional de Representantes do Soviéte da China (中华 苏维埃 第 一次 全国 大会 代表 / 中华 苏维埃 第 一次 全国代表 大会 / Zhonghua Yi Ci Sūwéi'āi Dì Quanguo Dàibiǎo Dahui). Mao Tse-tung tornou-se presidente do Comité Executivo Central, apesar de poder no Partido Comunista correspondia aos líderes apoiados pela União Soviética, que mantinha relações tensas com Mao e os seguidores deste. 
Os líderes comunistas em Ruijin realizam a reforma agrária na área sob seu controle e chegam a emitir selos e papel-moeda da nova República Soviética. No entanto, o Governo Central da República da China, que desde que a capital de Nanquim havia consolidado seu controle territorial sobre o país, estava preocupado com a presença da rebelião comunista em Jiangxi, e entraria em batalhas militares contra o Partido Comunista. Em 1934, o assédio das forças nacionalistas, forçaram os comunistas a desistir de sua base de poder de em Jiangxi, iniciando a chamada Longa Marcha, uma viagem através do interior da China que levaria o exército comunista e seus líderes para outra área montanhosa no norte do país, na província de Shaanxi, onde conseguiriam estabelecer uma nova base de poder. A Longa Marcha terminou com a estrutura do Estado da República Soviética da China, mas nominalmente pode ser considerado que continuou a existir até 6 de setembro de 1937, quando, no norte da China, estabeleceu um novo governo comunista. 
No contexto da Segunda Frente Unida, devido ao início da Segunda Guerra Sino-Japonesa, o PCC emitiu em 22 de setembro de 1937 um manifesto proclamando uma unidade formal com o Kuomintang e a dissolução oficial da República Soviética.
Durante a Longa Marcha, e especialmente após a Conferência de Zunyi, Mao Tse-tung foi capaz de atrair o apoio da base partidária, que se distanciaram dos líderes Bo Gu e Wang Ming, que tinham o apoio de Moscou. A ascensão ao poder de Mao era um aleijamento dos comunistas chineses sobre os patrocinadores da União Soviética. Uma consequência deste distanciamento foi o linguístico: a palavra russa soviete, transcrita foneticamente em caracteres chineses como 苏维埃, nunca seria utilizada pelos comunistas chineses. Quando anos mais tarde, o Partido Comunista da China venceu a Guerra Civil Chinesa, o novo estado adotou o nome de República Popular da China.